# Eduard Brücklmeier
Eduard Robert Wolfgang Brücklmeier (8 de junio de 1903 - 20 de octubre de 1944) fue un diplomático alemán, miembro de la resistencia antinazi y ejecutado por participar en el complot del 20 de julio de 1944. 
Nació en Múnich, donde estudió leyes, se mudó a Leipzig, Würzburg y Lausanne y en 1927, entra en la oficina de Relaciones Exteriores, siendo destacado como diplomático en 1930.
En 1933, cuando la ascensión del nazismo en Alemania, se encuentra trabajando con minorías en Katowice, motivando su primer conflicto con las autoridades. De todos modos se afilia al partido nazi en 1934 y es trasladado a Londres en 1936 como secretario de Joachim von Ribbentrop.
En 1937, Brücklmeier se casa con Klothilda von Obermayer-Marnach y en 1938 regresa a Berlín con Ribbentrop.
Ya en ese momento ansía que el gobierno británico ayude a los disidentes en destruir los planes de guerra alemanes y en 1939 es denunciado por sus comentarios inapropiados con la amenaza de ser enviado a un campo de concentración. 
En cambio, gracias a la intervención de Reinhard Heydrich es pasado a inmediato retiro.
Friedrich Werner von der Schulenburg, arreglará los contactos entre él y el grupo del complot del 20 de julio, Operación Valquiria.
Fue arrestado en Praga y el 28-29 de septiembre llevado ante el Tribunal Popular donde el juez Roland Freisler lo sentencia a muerte.
Es ejecutado en Plötzensee-Berlin.